# Pano Polemidia
Pano Polemidia es un pueblo perteneciente al distrito de Limasol, Chipre.

## Superficie
Cuenta con una superficie de 3,202 kilómetros cuadrados.

## Demografía
Hasta 2021 la población era de 3419 habitantes, con una densidad de población de 1,068 habitantes por kilómetro cuadrado.
| Gráfica de evolución demográfica de Pano Polemidia entre 1982 y 2021                 |
|                                                                                      |
| Datos según Population statistics of Eastern Europe & former USSR y City Population. |